# 全尼泊尔民族独立学生联盟（革命）

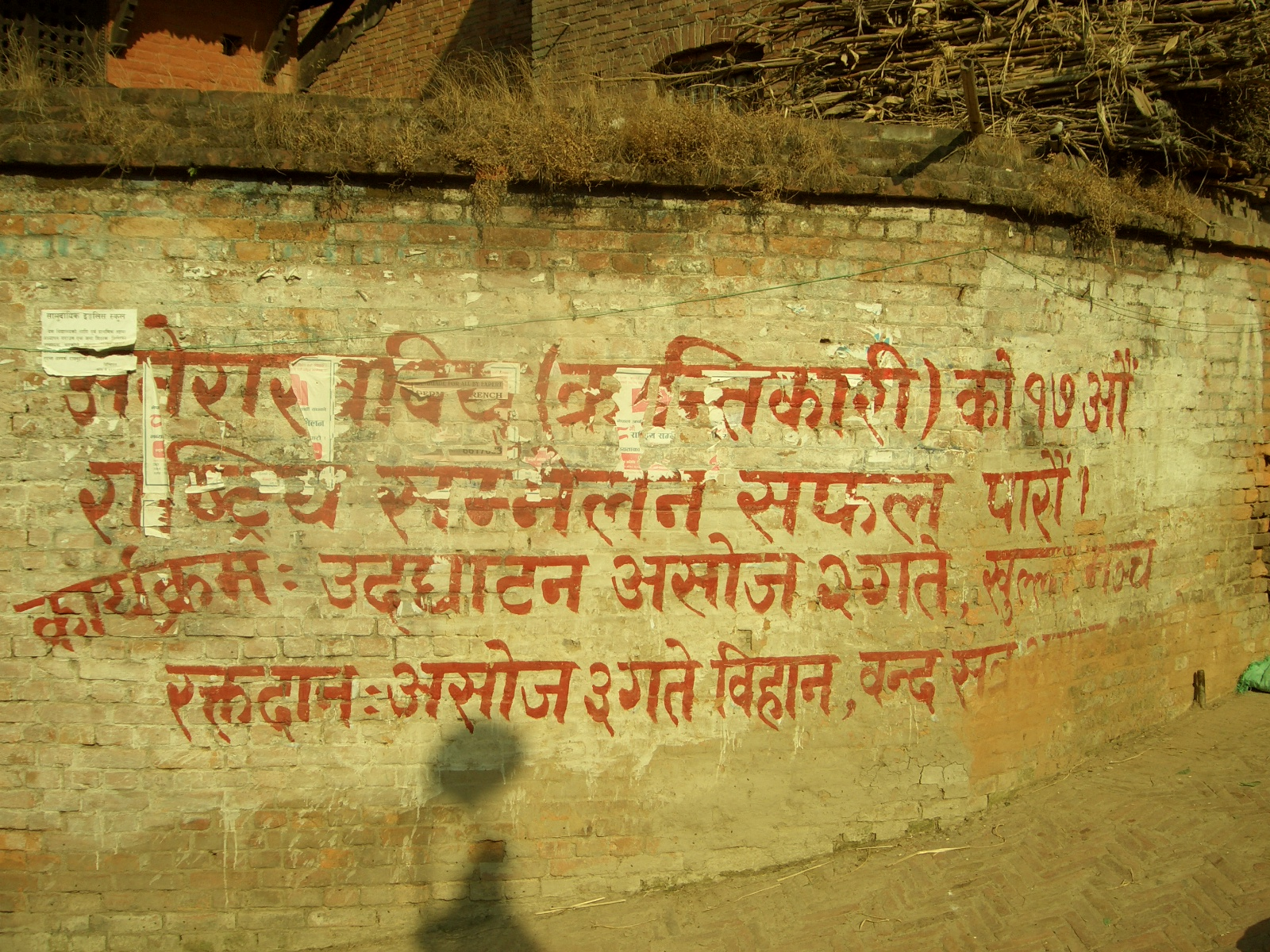
全尼泊尔民族独立学生联盟（革命）在巴克塔普尔用壁画宣传该组织的第十七次全国会议。

全尼泊尔民族独立学生联盟（革命），又称全尼泊尔民族独立学生联盟—革命，是尼泊尔的一个共产主义学生组织，为尼泊尔共产党（毛主义中心）的学生翼。目前，该组织的主席是潘查·辛格。